# Joel e Ethan Coen
Joel David Coen (29 de novembro de 1954) e Ethan Jesse Coen (21 de setembro de 1957), conhecidos profissionalmente por Irmãos Coen, são cineastas estadunidenses. Eles escrevem, produzem, editam e dirigem seus próprios filmes conjuntamente. Eles frequentemente alternam os créditos para seus roteiros enquanto compartilham crédito para edição com o pseudônimo Roderick Jaynes.

## Biografia
Joel e Ethan cresceram em St.Louis Park, Minnesota, um subúrbio de Minneapolis.
Seus pais, Edward e Rena Coen, ambos judeus, foram professores. O pai, um economista na Universidade de Minnesota e a mãe, uma historiadora da arte na St. Cloud State University.
Quando eram garotos, Joel economizou dinheiro suficiente cortando gramas para assim comprar uma câmera Vivitar Super-8, e juntos eles refizeram filmes que viam na televisão com um garoto vizinho, Mark Zimering (apelidado de Zeimers), como a estrela. Por exemplo, "The Naked Prey", (em português, "A prova do leão", filme de 1966 dirigido por Cornel Wilde) trazia Zeimers no Zâmbia, que também tinha Ethan como um nativo com uma lança.
Os irmãos se graduaram em St. Louis Park (MN) em 1973 e 1976. Ambos também se graduaram em Simon's Rock College of Bard (agora Bard College da Simon's Rock) em Great Barrington, Massachusetts. Joel então estudou quatro anos na graduação em Cinema da Universidade de Nova York onde realizou um filme-tese de 30 minutos chamado Soundings. O filme mostrava uma mulher fazendo sexo com seu namorado surdo enquanto verbalmente fantasiava ter sexo com o melhor amigo de seu namorado, que a ouvia na sala ao lado. Em 1979, ele se matriculou brevemente no programa de pós-graduação em cinema da Universidade do Texas em Austin , seguindo uma mulher com quem se casou e que estava no programa de pós-graduação em linguística. O casamento logo terminou em divórcio e Joel deixou a UT Austin após nove meses. 
Ethan foi para Universidade de Princeton e conseguiu uma graduação em filosofia em 1979. Sua tese foi um ensaio de 41 páginas intitulado "Two Views of Wittgenstein's Later Philosophy" (Duas visões da Filosofia Tardia de Wittgenstein).
Depois de se formar em Nova Iorque, Joel trabalhou como assistente de produção em algumas produtoras de filmes e vídeos musicais. Ele desenvolveu um gosto particular pela edição de filmes e encontrou Sam Raimi, que estava procurando um assistente de diretor para seu primeiro filme, The Evil Dead (1981).

### Vida pessoal
Joel é casado com a atriz Frances McDormand desde 1984. Eles adotaram um filho do Paraguai, de nome Pedro McDormand Coen (Frances e todos seus irmãos são adotados). McDormand estrelou em 6 dos filmes dos irmãos Coen.
Ethan é casado com a editora de filmes Tricia Cooke.
Ambos os casais vivem em Nova Iorque.

## Carreira

### Os anos 1980
Após se graduar em NYU, Joel trabalhou como assistende de produção. Assim, desenvolveu um talento para edição de filmes e conheceu Sam Raimi que estava procurando por um assistente-editor para seu primeiro característico filme The Evil Dead (1981).
Em 1984, os irmãos escreveram e dirigiram Blood Simple no primeiro filme que fizeram juntos. Gravado no Texas, o filme fala do conto de um dono de bar que contrata um detetive particular para matar sua esposa e o amante dela. Dentro deste filme estão elementos consideráveis que apontam para a futura direção.

## Filmografia

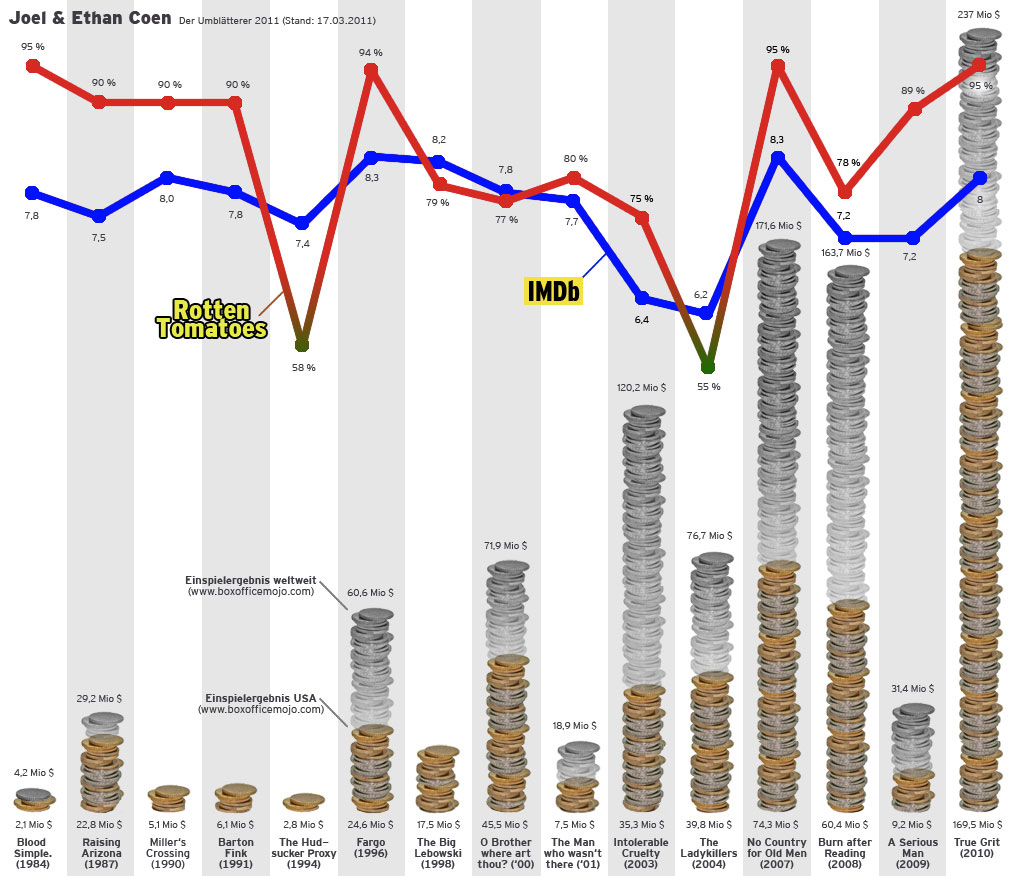
Os filmes dos irmãos Coen (de 1984 a 2010) em estatística (resultados de bilheteira, avaliação IMDb, críticas positivas no Rotten Tomatoes)

Nota: esta lista contém os filmes dirigidos por um dos ou ambos os irmãos Coen, excluindo produções onde foram apenas roteiristas ou produtores.
- 2021 – A Tragédia de Macbeth (The Tragedy of Macbeth)
- 2018 – A Balada de Buster Scruggs (The Ballad of Buster Scruggs)
- 2016 – Ave, César! (Hail, Caesar)
- 2015 – Ponte dos Espiões (Bridge of Spies) (roteiristas)
- 2013 – Inside Llewyn Davis - Balada de Um Homem Comum (Inside Llewyn Davis)
- 2010 – Bravura Indômita (True Grit)
- 2009 – Um Homem Sério (A Serious Man)
- 2008 – Queime Depois de Ler (Burn After Reading)
- 2007 – Onde os Fracos Não Têm Vez (No Country for Old Men)
- 2004 – Matadores de Velhinhas (The Ladykillers)
- 2003 – O Amor Custa Caro (Intolerable Cruelty)
- 2001 – O Homem Que Não Estava Lá (The Man Who Wasn't There)
- 2000 – E Aí, Meu Irmão, Cadê Você? (O Brother, Where Art Thou?)
- 1998 – O Grande Lebowski (The Big Lebowski)
- 1996 – Fargo (Fargo)
- 1994 – Na Roda da Fortuna (The Hudsucker Proxy)
- 1991 – Barton Fink - Delírios de Hollywood (Barton Fink)
- 1990 – Ajuste Final (Miller's Crossing)
- 1987 – Arizona Nunca Mais (Raising Arizona)
- 1984 – Gosto de Sangue (Blood Simple)

## Prêmios e nomeações
- Ganhou o Oscar de Melhor Diretor, Melhor filme e melhor roteiro adaptado por "No Country for Old Men" (2007)
- Recebeu uma nomeação ao Oscar, na categoria de Melhor Realizador/Diretor, por "Fargo" (1996).
- Ganhou o Oscar de Melhor Argumento/Roteiro Original, por "Fargo" (1996).
- Recebeu uma nomeação ao Oscar, na categoria de Melhor Argumento/Roteiro Adaptado, por "O Brother, Where Art Thou?" (2000).
- Recebeu uma nomeação ao Oscar, na categoria de Melhor Edição, por "Fargo" (1996).
- Recebeu uma nomeação ao Globo de Ouro, na categoria de Melhor Realizador/Diretor, por "Fargo" (1996).
- Recebeu uma nomeação ao Globo de Ouro, na categoria de Melhor Argumento/Roteiro, por "Fargo" (1996).
- Ganhou a Palma de Ouro, no Festival de Cannes, por "Barton Fink" (1991).
- Ganhou três vezes o prémio de Melhor Realizador/Diretor no Festival de Cannes, por "Barton Fink" (1991), "Fargo" (1996) e "The Man Who Wasn't There" (2001).
- Ganhou o BAFTA de Melhor Realizador/Diretor, por "Fargo" (1996).
- Recebeu duas nomeações ao BAFTA, na categoria de Melhor Argumento/Roteiro, por Fargo (1996) e "O Brother, Where Art Thou?" (2000).
- Recebeu uma nomeação ao BAFTA, na categoria de Melhor Edição, por "Fargo" (1996).
- Recebeu uma nomeação ao BAFTA, na categoria de Melhor Filme, por "Fargo" (1996).
- Ganhou o Prémio Bodil de Melhor Filme Americano, por "Fargo" (1996).
- Recebeu uma nomeação ao César, na categoria de Melhor Filme Estrangeiro, por "Fargo" (1996).
- Ganhou duas vezes o prémio de Melhor Realizador, no Independent Spirit Awards, por "Blood simple" (1984) e "Fargo" (1996).
- Recebeu duas nomeações ao prêmio de Melhor Argumento/Roteiro, no Independent Spirit Awards, por "Blood simple" (1984) e "Fargo" (1996). Ganhou em 1996.
- Ganhou o Grande Prémio do Júri, no Sundance Film Festival, por "Blood Simple" (1984).